# Ентальпія
Ентальпі́я (або теплова функція, від грец. enthálpo — «нагріваю») — термодинамічний потенціал, що характеризує стан термодинамічної системи при виборі як основних незалежних змінних ентропії (S) і тиску (P). Позначається {\displaystyle H(S,P,N,x_{i})} або {\displaystyle W(S,P,N,x_{i})}, де N — число частинок системи, xi — інші макроскопічні параметри системи.

## Загальна характеристика
Ентальпія — адитивна функція, тобто ентальпія всієї системи дорівнює сумі ентальпій її складових частин. Із внутрішньою енергією U системи ентальпія зв'язана співвідношенням:
{\displaystyle H=U+PV\,},
де U — внутрішня енергія, P — тиск, V — об'єм.
Таким чином ентальпія дорівнює сумі внутрішньої енергії і добутку тиску на об'єм.
Ентальпія залежить від тиску й ентропії системи, тобто при незмінних N і xi її повний диференціал дорівнює:
{\displaystyle dH=VdP+TdS\,}.
Тож,
{\displaystyle V=\left({\frac {\partial H}{\partial P}}\right)_{S}},
{\displaystyle T=\left({\frac {\partial H}{\partial S}}\right)_{P}}.
Ентальпія використовується для опису ізобарних процесів, тобто процесів, які відбуваються при сталому тиску. Якщо процес проходить при сталому тиску, то приріст ентальпії дорівнює переданій тілу теплоті {\displaystyle dQ=TdS}.

## Ентальпограма
Діаграма, де зображено залежність температури від часу, або зміни теплоти від часу, що вимірюється при прямій інжекторній ентальпіметрії. Раніше інколи в цьому значенні використовували термін термограма.